# Scotland Yard (Spiel)
Scotland Yard ist ein Brettspiel mit strategischen und kooperativen Elementen für zwei bis sechs Spieler. Es erschien ursprünglich ohne Nennung der Autoren beim Verlag Ravensburger; inzwischen wird von diesem die Autorengruppe Werner Schlegel, Dorothy Garrels, Fritz Ifland, Manfred Burggraf, Werner Scheerer und Wolf Hoermann bestätigt. 1983 wurde Scotland Yard zum Spiel des Jahres gekürt. Bis 1985 wurden eine Million Exemplare verkauft. Neuauflagen von Ravensburger mit neuer Grafik gab es 1996, 2003 und 2013. 2013 kam es zudem zu größeren Änderungen im Spielablauf und erstmals wurde eine Spielevariante für zwei Mitspieler veröffentlicht. Bis 2003 wurden 4 Millionen Spiele verkauft. Milton Bradley Company gab 1985 eine englische Ausgabe heraus.

## Spielziel
Ein Spieler spielt den flüchtigen Verbrecher Mister X. Die anderen Spieler nehmen die Rolle von Detektiven ein. Die Anzahl der Spielzüge ist von vornherein auf maximal 24 festgelegt. Das Ziel von Mister X ist es, sich so auf dem Spielplan zu bewegen, dass er nicht von den Detektiven gefangen wird. Ziel der anderen Spieler ist es hingegen, Mister X während dieser 24 Züge zu fangen, das heißt, eine ihrer Spielfiguren auf das Feld zu setzen, auf dem sich Mister X gerade befindet, oder ihn so zu umzingeln, dass er keinen weiteren Zug mehr machen kann.

## Spielablauf
Der Spielmechanismus ist insofern ungewöhnlich, als dass Mister X für sich alleine spielt, während die übrigen Mitspieler als Detektive kooperieren und ihre Strategie für ein erfolgreiches Spiel miteinander besprechen oder anderweitig abgestimmt haben müssen. Der Spielplan zeigt den Stadtplan der Londoner Innenstadt mit Taxi-, Bus-, Untergrundbahn- und Fährverbindungen mit zugehörigen Stationen, auf dem sich die Detektive mit ihren Spielfiguren bewegen. Die Bewegung auf dem Spielplan wird zusätzlich dadurch reglementiert, dass jeder Mitspieler nur eine begrenzte Anzahl von Fahrscheinen für jedes Verkehrsmittel besitzt. Mister X besitzt von Beginn an nur eine geringe Anzahl dieser Tickets, erhält allerdings die benutzten Fahrscheine der Detektive, sodass sein Fahrkartenvorrat in der Praxis meist unlimitiert ist. Mister X notiert seine Züge lediglich für sich und gibt den Mitspielern das benutzte Verkehrsmittel bekannt, muss sich aber in festgesetzten Abständen den Detektiven zeigen, was diesen die Chance gibt, die Verfolgung neu zu koordinieren.
2013 wurde zum 30-jährigen Jubiläum des Spiels erstmals eine Neuauflage mit zahlreichen Änderungen im Spielablauf herausgebracht: Die Startaufstellungen der Detektive und von Mister X werden nun aus getrennten Kartenstapeln gezogen. Mister X bekommt am Anfang keine Fahrkarten mehr, sondern entnimmt sich diese direkt aus dem allgemeinen Vorrat und ist somit nicht mehr von den benutzten Fahrscheinen der Detektive abhängig. Spielen zudem auf Seite der Detektive weniger als 4 Spieler mit, so wird die jeweils fehlende Anzahl an Spielern durch sogenannte „Bobbies“ ersetzt. Diese Figuren können im Verlauf des Spiels von allen Detektiven bewegt werden und haben wie Mister X einen unbegrenzten Zugriff auf die Fahrkarten. In der Folge können diese Figuren bis zum Ende des Spiels frei bewegt werden, im Gegensatz zu den Detektiven, die durch Abgabe ihrer limitierten Ticketvorräte zunehmend in ihren Zugmöglichkeiten eingeschränkt sind. Das Spiel endet nun schon nach 22 Runden.
2013 wurde zudem erstmals eine Spielvariante für zwei Mitspieler veröffentlicht: Dabei übernimmt ein Spieler Mister X und ein anderer Spieler 2 Detektive und 2 Bobbies. Für die 2 Detektive bekommt der Spieler eine vorgegebene Anzahl an Tickets, die er variabel für beide Figuren einsetzen kann. Ansonsten gelten die gleichen Regeln wie für das Mehrspieler-Setting.

## Strategie
Es ist für Mister X sinnvoll, sich zum Zeitpunkt seines Auftauchens auf einer U-Bahn-Station zu befinden, so dass er bereits im ersten darauf folgenden verdeckten Spielzug eine deutliche Standortveränderung vornehmen kann. Vorteilhaft ist es auch, diese Taktik zusätzlich mit einem 2-er Ticket zu kombinieren, wodurch Mister X dann direkt mit seinem verdeckten Spielzug fortführen kann. Dadurch wird das durch die Detektive abzudeckende Gebiet besonders groß. Eine weitere Taktik besteht darin, genau in dem Spielzug, in dem Mister X nach Wissen der Detektive auf einer U-Bahn-Station sein könnte, das sogenannte Black Ticket einzusetzen, welches für jedes Verkehrsmittel eingesetzt werden kann. Die Detektive können so nicht wissen, ob Mister X mittels der U-Bahn seinen Standort entscheidend verändert hat oder nicht. Dies gilt analog für die Anlegestellen der Fähre, die nur mit Black Ticket und nur von Mister X benutzt werden können.
Ferner ermöglicht das ausschließliche Fahren mit Taxis Mister X, seine Gegenspieler zu irritieren und sich unbemerkt – wenn auch in kleinen Schritten – im Kreis zu bewegen, da jedes Feld eine Taxi-Anbindung besitzt.

## Ungenauigkeiten im Stadtplan

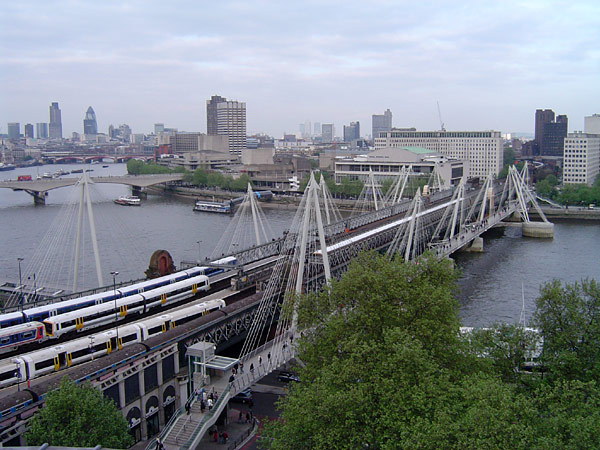
Hungerford Bridge

Scotland Yard arbeitet mit einem vereinfachten Straßennetz von London, das entsprechend einige Ungenauigkeiten beinhaltet, etwa bei den Abständen zwischen einzelnen bekannten und eingezeichneten Gebäuden wie zwischen Madame Tussauds und dem Bahnhof King’s Cross. Der Stadtplan enthält zudem einen Fehler: Die Hungerford Bridge am Bahnhof Charing Cross lässt sich im Spiel mit dem Taxi überqueren, das Original ist aber nur eine Eisenbahn- und Fußgängerbrücke.

## Spielvarianten
Das Konzept von Scotland Yard wurde in den Jahren nach Erscheinung unter anderem in dem Spiel The Fury of Dracula aufgegriffen, das 1987 von Games Workshop Ltd. herausgegeben wurde und 2005 in einer zweiten und 2015 in einer dritten jeweils deutlich überarbeiteten Version erschien. 1999 erschien die Spielvariante N.Y. Chase, die anstelle von London den Stadtplan von New York benutzt. Es kursieren inzwischen auch andere, inoffizielle Stadtpläne, zum Beispiel von Bern und Potsdam.
Seit 2008 gibt es eine Variante für Nintendo DS, in der man in fünf Städten in je drei unterschiedlichen Schwierigkeitsgraden spielen kann. Das Spiel in London verläuft wie vom Brettspiel bekannt. In Berlin haben die Detektive zusätzlich eine Straßensperre zur Verfügung, außerdem gibt es als weiteres „Verkehrsmittel“ Fußgängerzonen, die jeder Teilnehmer mit jeder beliebigen Fahrkarte nutzen kann. In Paris haben die Detektive zwei Straßensperren, desgleichen in Amsterdam, wo es statt Taxis Fahrräder gibt und statt der U-Bahn die Eisenbahn. Deutlich schwieriger für Mr. X wird es in New York, wo die Detektive drei Straßensperren zur Verfügung haben, sowie auf einen gemeinsamen Fahrkartenpool zurückgreifen können. Drei Hubschrauberflüge (jeweils als Doppelzug ausgeführt) bringen einen weit entfernten Detektiv ins Zentrum des Geschehens. Mr. X hat in New York nur eine begrenzte Menge Fahrkarten (siehe NY Chase).
2009 erschien ein Nachfolger des Spiels unter dem Titel Mister X – Flucht durch Europa. Die Jagd wurde hier auf ganz Europa ausgedehnt, des Weiteren verfügt das Spiel über deutlich mehr taktische Elemente, auf die Mister X und die Agenten zurückgreifen können.
2011 erschien die Schweizer Variante: Scotland Yard – Flucht durch die Schweiz. Die Verfolgung findet dabei mit der Bahn, dem Postauto oder dem Flugzeug statt. Zusätzlich kann Mister X Lawinenniedergänge verursachen oder mit Skiern entkommen.
2012 veröffentlichte Ravensburger Digital GmbH Scotland Yard als Universal App für iPhone, iPod touch und iPad im App Store.
2012 erschien bei Ravensburger unter dem Namen Mister X – Flucht durch London eine kompakte Reisevariante des ursprünglichen Spiels. Autor ist Gunter Baars, die Spielerzahl ist hier auf vier begrenzt. Der verkleinerte Spielplan wird zu Spielbeginn aus vier kleinen Kartonteilen, die wie Puzzleteile ineinander greifen, zusammengesteckt, was eine Kartongröße ermöglicht, die einem typischen Reisespiel entspricht. Zudem gibt es modifizierte Spielregeln. Die wichtigste besteht darin, dass Mister X normalerweise immer sichtbar bleibt (Ausnahme: bei Ausspielen des Black Tickets). Damit entfällt die Notwendigkeit einer Fahrscheintafel und das Notieren der Züge von Mister X. Auch gibt es keine „2x“-Karten für ihn. Es ist für Mister X damit sehr viel schwerer, den Detektiven zu entkommen, obwohl das Spiel nur acht Züge läuft. In der Regel wird er gefasst. Jedoch gilt hier auch eine andere Gewinnregel: Jeder Mitspieler spielt reihum einmal die Rolle von Mister X, und gewonnen hat derjenige, der die meisten Runden eines Teilspiels durchgehalten hat, bis er geschnappt wurde. Das Spiel bekommt damit sogar etwas mehr Wettkampfcharakter als das Original. Durch die vereinfachte Spielweise und den Wegfall der Zugnotierung können in dieser Variante auch Kinder mitspielen, die noch nicht schreiben können oder überfordert sind, sich die (möglichen) Züge ohne sichtbare Mister-X-Figur vorzustellen. 2014 wurde dieses Spiel unter dem Titel Scotland Yard – Die Jagd nach Mister X neu aufgelegt. 2018 erschien unter dem Titel Scotland Yard Duell – Die Jagd nach Mister X eine im Umfang deutlich reduzierte Neuauflage dieses Spiels für nur zwei bis drei Spieler. Während die ursprüngliche Reisevariante 28 Tickets und 113 Reisezielorte enthält, wurde dies in der Duell Variante auf 17 Tickets und 83 Reisezielorte gekürzt. Der Spielplan selbst zeigt zudem nur einen mittigen Ausschnitt des ursprünglichen Städteplans Londons. Darüber hinaus wurde im Vergleich zur ursprünglichen Auflage die Nummerierung der Reisezielorte auf dem Spielplan teilweise neu eingeteilt, teilweise wurden auch einzelne Nummern einfach weggelassen, wodurch Lücken in der Abfolge der Nummerierungen der Reisezielorte entstanden. Während die Spielfiguren eine grafische Neuausrichtung erfuhren und nun als einfache Plastikscheiben mit einem „D“ für Detektiv und „X“ für „Mr. X“ vorliegen, wurde am restlichen Design der Spielelemente, sowie am Spielablauf selbst, keine Änderungen vorgenommen.
2013 wurde Scotland Yard – Masters veröffentlicht. Neben den gleichen Regeländerungen wie in der neuveröffentlichten Grundvariante von 2013 wird in der Masters Variante das Spiel durch Augmented-reality-Elemente erweitert. Durch eine kostenlose Scotland Yard App stehen den Detektiven über ein Smartphone oder Tablet vier zusätzliche Sonderaktionen zur Auswahl, mit denen sie auf dem Spielplan gezielt nach Mister X fahnden können. Mister X wiederum bekommt während des Spielverlaufs zusätzliche Zielorte, von denen er mindestens einen erreichen muss, ansonsten verliert er das Spiel, auch wenn ihn die Detektive bis zum Ende nicht fassen konnten. Erreicht Mister X hingegen zwei Zielorte, gewinnt er sofort. Die App ersetzt dabei die Ticket-Tafel aus dem Basisspiel. Neben den Black Tickets und Doppelzugkarten erhält Mister X in der Masters Edition die schon aus NY Chase bekannten Hubschraubertickets, womit sein Aktionsradius zusätzlich erweitert wird.
2015 wurde von Ravensburger mit Scotland Yard Junior eine neue und zugleich stark vereinfachte Spielvariante gezielt für Kinder ab sechs Jahren herausgebracht. Wie schon in Mister X – Flucht durch London ist bei dieser Variante Mister X für jeden Mitspieler zu jedem Zeitpunkt sichtbar, entsprechend entfällt auch hier die Fahrscheintafel und das Notieren der Züge von Mister X. Im Gegensatz zu den bisherigen Varianten nimmt Mister X jedoch eine Fahrscheinkarte verdeckt in seine Hand auf, während die anderen Spieler versuchen, dessen Zug zu erraten, und entsprechend ihre Detektive neu auf dem Spielbrett positionieren. Sollte am Ende eines Zuges ein Detektiv sich ein Feld mit Mister X teilen, so erhalten die Detektive einen Punkt, ansonsten erhält entsprechend Mister X einen Punkt. Die Detektive gewinnen, wenn sie drei Punkte erzielt haben und somit dreimal Mister X erwischt haben, Mister X benötigt für den Gewinn neun Punkte.
2017 brachte Ravensburger basierend auf dem Scotland-Yard-Spielprinzip mit Scotland Yard – Das Kartenspiel erstmals eine reine Kartenspielvariante des Spieleklassikers heraus. Der Spielablauf unterteilt sich dabei in zwei wesentliche Phasen: Nachdem jeder Spieler zuerst acht Karten aus einem limitierten Kartenpool verdeckt gezogen hat, müssen die Spieler als erstes herausfinden, welcher unter ihnen die Mr.-X-Karte besitzt. Jeder Spieler der an der Reihe ist zieht hierfür als erstes eine Karte aus dem Kartenpool und muss anschließend nach einer eingangs ausgelegten Zahlenfolge eine seiner Handkarten zwischen diesen Zahlen ablegen. Hierfür hat jede Karte, neben dem bekannten Bus-, Taxi-, U-Bahn- und Black-Ticket-Symbol, eine definierte Zahl zwischen 1 und 90 aufgedruckt. Kann ein Spieler keine Karte auslegen, so wird eine Karte aus den Handkarten abgeworfen und drei neue Karten aus dem begrenzten Kartenpool ausgelegt, durch die eine neue Zahlenfolge gebildet wird. Kann der Mitspieler eine Karte erfolgreich ablegen, so werden in der Folge bestimmte Ereignisse ausgelöst, von der Möglichkeit, Karten aus dem Kartenpool nachzuziehen, bis dahin, dass ein Spieler seine komplette Kartenhand dem jeweiligen Mitspieler zeigen muss. Sobald bekannt ist, welcher Mitspieler Mr. X ist, versuchen die Detektive, ihm seine Karten zu entziehen, wodurch seine Bewegungsmöglichkeit in Form von abzulegenden Karten sukzessive eingeschränkt wird. Zieht ein Detektiv im Rahmen einer getriggerten Aktion die Mr.-X-Karte aus dessen Kartenhand, so verliert Mr. X automatisch und das Spiel ist beendet. Mr. X hingegen gewinnt, wenn entweder kein Detektiv mehr eine Karte in seiner Hand besitzt oder die letzte Karte aus dem Kartenpool gezogen worden ist.

## Scotland Yard als Geländespiel
Scotland Yard wird auch im „realen Gelände“ gespielt. Nach Angaben des BUND, der das Spiel zur Popularisierung des ÖPNV als Alternative zum Auto nutzen will, fand das erste Scotland-Yard-Geländespiel 1992 statt. In Frage kommen Städte mit einem ausreichend großen ÖPNV-Netz. Dabei versuchen mehrere Detektive oder Detektivgruppen einen Mister X (oder eine Mister-X-Gruppe) zu fangen, wobei alle Gruppen per U-Bahn, S-Bahn und Bus unterwegs sind. Dabei gibt Mister X nach bestimmten Regeln seinen Standpunkt regelmäßig per Telefon entweder direkt an die Verfolger oder an eine Zentrale weiter. Es existieren verschiedene Spielvarianten, die sich in der Organisation (mit oder ohne Zentrale), der verwendeten Technik (mit oder ohne GPS) und den Regeln zur Kommunikation unterscheiden, und auf die Gegebenheiten des ÖPNV-Netzes in der jeweiligen Stadt angepasst sind. Gespielt wurde unter anderem in Dresden (organisiert vom Fachschaftsrat der Fakultät Verkehrswissenschaften der TU Dresden), Wien (organisiert von den Wiener Linien), in Stuttgart (organisiert vom AStA der Universität Stuttgart). sowie wiederholte Male in München. Unter dem Projektnamen Scotland Yard – to go! entwickelt eine Arbeitsgruppe der Universität Bonn seit 2007 eine mobile Spielanwendung für GPS-fähige Handys, die in Zusammenarbeit mit der Telekom 2009 in Berlin getestet wurde. 2010 entwickelte die Deutsche Telekom unter dem Namen Mister X Mobile eine Scotland-Yard-Version als iPhone App und Android-App. 2023 stellten KIT-Studierende eine Open-Source-Software mit Fokus auf der Verfolgungsjagd per öffentlichem Nahverkehr vor.

## Hörspiele und Bücher
Der Ravensburger Verlag brachte zusammen mit Karussell auch eine Hörspielserie mit dem Titel Scotland Yard heraus, die das Brettspiel als Vorlage hat. In dieser Serie gehen die Drillinge Betty, Benny und Buck Buff in Londons Straßen auf die Jagd nach Verbrechern. Dazu verwenden sie einen codierten Stadtplan, der dem aus dem Spiel gleicht. Sie verfolgen die Gesuchten, die sie als Mr. X bezeichnen, mit Taxi, Bus und U-Bahn. Die Serie brachte es auf 29 Folgen und wurde in den Jahren 1986 bis 1989 produziert. Die Folgen 1–12 wurden im Jahr 2000 erneut auf CD und MC veröffentlicht. 2011 wurden die ersten Folgen remastered und neu veröffentlicht, jedoch ausschließlich als MP3-Download. Seit 2018 ist eine Box mit allen 29 Hörspielen im MP3-Format auf vier CDs erhältlich.

### Folgen
- Folge 1: Die Wachsfiguren-Gangster
- Folge 2: Die Stimme aus dem Untergrund
- Folge 3: Scharfe Schüsse bei James Bond
- Folge 4: Tödlicher Tee
- Folge 5: Tote Ratten im Kanal
- Folge 6: Blutrache
- Folge 7: Die Diamantenerbsen
- Folge 8: Der Hundemensch vom Hyde Park
- Folge 9: Der Kronjuwelen-Coup
- Folge 10: Die Kanonenvilla
- Folge 11: Alarm im Airport
- Folge 12: Stars in Gefahr
- Folge 13: Die Westminster-Million
- Folge 14: Führerschein mit Todesdrohung
- Folge 15: Der City-Uhu
- Folge 16: Das Selbstbedienungsgift
- Folge 17: Reis für Manila
- Folge 18: Im Leoparden-Tunnel
- Folge 19: Falsche Geister
- Folge 20: Computerspiele
- Folge 21: Im Zapfenstreich-Turm
- Folge 22: Die Außerirdischen
- Folge 23: Der Ausbrecher
- Folge 24: Terror im Atomkraftwerk
- Folge 25: Die Tower-Raben
- Folge 26: Gefährliches Spiel
- Folge 27: Das Walkman-Trio
- Folge 28: Der große Wurf
- Folge 29: Zahn um Zahn

Weiterhin erschienen einige Folgen auch in Buchform, deren Autor Wolfgang Pauls ist. Die Bücher enthalten auch Geschichten, die nicht als Hörspielversionen existieren:
- Band 1: Die Stimme aus dem Untergrund / Heiße Ware
- Band 2: Die Kanonenvilla / Hilfe, die Helfer kommen!
- Band 3: Reis für Manila / Die Dudelsack-Diebe
- Band 4: Die Außerirdischen / Der Fall Krähenfuß
- Band 5: Tote Ratten im Kanal / Gefährliches Spiel
- Band 6: Tödlicher Tee / Der große Wurf
- Band 7: Der Hundemensch vom Hyde Park / Das Walkman-Trio